# شاين بورتون
شاين بورتون (بالإنجليزية: Shane Burton)‏ هو لاعب كرة قدم أمريكية أمريكي، ولد في 18 يناير 1974 في لوغان في الولايات المتحدة.

## وصلات خارجية
- شاين بورتون على موقع مرجع كرة القدم المحترفة.كوم (الإنجليزية)